# Tonny Kessler
Hermann Anton Joseph „Tonny” Kessler (ur. 20 kwietnia 1889 w Hadze, zm. 15 lutego 1960) – holenderski piłkarz grający na pozycji napastnika oraz krykiecista. W swojej karierze rozegrał 3 mecze i strzelił 1 bramkę w reprezentacji Holandii. Jego brat Dé oraz kuzyni Boelie i Dolf Kessler także byli piłkarzami i reprezentantami kraju.

## Kariera klubowa
W swojej karierze piłkarskiej Kessler grał w klubie HVV Den Haag. W sezonach 1909/1910 i 1913/1914 wywalczył z HVV dwa tytuły mistrza Holandii.

## Kariera reprezentacyjna
W reprezentacji Holandii Kessler zadebiutował 21 grudnia 1907 roku w przegranym 2:12 towarzyskim meczu z Anglią, rozegranym w Darlington. Od 1907 do 1913 roku rozegrał w kadrze narodowej 3 mecze i zdobył 1 gola.